# Улица Алаукста (Рига)
Улица А́лаукста (латыш. Alauksta iela) — улица в Латгальском предместье города Риги, в Гризинькалнсе. Начинается от улицы Александра Чака, заканчивается у перекрёстка улицы Пернавас с улицами Ата и Варну, близ парка Гризинькалнс. В средней части пересекается с улицей Звайгжню. С другими улицами не пересекается.
Общая длина улицы составляет 354 метра. На всём протяжении имеет асфальтовое покрытие, 2 полосы движения. Общественный транспорт по улице не курсирует.

## История
Улица образовалась в первой половине 1870-х годов. На картах города впервые показана в 1876 году под названием Августинская улица (латыш. Augustīnes (Augustes) iela). Современное название носит с 1961 года — в честь озера Алаукстс.

## Примечательные здания
- Дом 4 построен в 1902 году по проекту инженера Э. фон Тромповского.
- Дом 7 построен в 1907 году по проекту архитектора А. Ванагса.
- Дом 21 построен в 1911 году по проекту архитектора М. А. Нукши[4].
- Жилые дома 4, 8, 21 являются охраняемыми памятниками архитектуры местного значения[5].